# 241 (число)
241 (Дві́сті со́рок оди́н) — натуральне число між 240 та 242.
- 241 день в році — 29 серпня (у високосний рік 28 серпня).

## У математиці
- П'ятдесят третє просте число.

## В інших галузях
- 241 рік, 241 до н. е.
- В Юнікоді 00F116 — код для символу «n» (Latin Small Letter N With  Tilde).
- NGC 241 — розсіяне скупчення в сузір'ї Тукан.